# Babljak (Czarnogóra)
Babljak (cyr. Бабљак) – wieś w Czarnogórze, w gminie Kolašin. W 2011 roku liczyła 195 mieszkańców.